# USS Gwin (DD-433)
USS Gwin (DD-433) là một tàu khu trục lớp Gleaves được Hải quân Hoa Kỳ chế tạo trong Chiến tranh Thế giới thứ hai. Nó đã hoạt động tại khu vực Đại Tây Dương trước chiến tranh, nhưng được điều sang mặt trận Thái Bình Dương sau vụ tấn công Trân Châu Cảng, tham gia cuộc Không kích Doolittle và tiếp tục hoạt động cho đến khi bị đánh chìm trong Trận Kolombangara vào năm 1943. Nó là chiếc tàu chiến thứ ba của Hải quân Hoa Kỳ được đặt theo tên Thiếu tá Hải quân William Gwin (1832-1863), người tử trận trong cuộc Nội chiến Hoa Kỳ.

## Thiết kế và chế tạo
Gwin được chế tạo tại Xưởng hải quân Boston. Nó được đặt lườn vào ngày 1 tháng 6 năm 1939; được hạ thủy vào ngày 25 tháng 5 năm 1940, và được đỡ đầu bởi bà Jesse T. Lippincott, chị em họ với Thiếu tá Gwin. Con tàu được cho nhập biên chế cùng Hải quân Hoa Kỳ tại Boston, Massachusetts vào ngày 15 tháng 1 năm 1941 dưới quyền chỉ huy của Thiếu tá Hải quân J. M. Higgins.

## Lịch sử hoạt động

### Trước chiến tranh
Gwin hoàn tất việc chạy thử máy và huấn luyện vào ngày 20 tháng 4 năm 1941, rồi trải qua những hiệu chỉnh sau cùng tại Xưởng hải quân Boston trước khi làm nhiệm vụ Tuần tra Trung lập tại vùng biển Caribe. Vào ngày 28 tháng 9, nó làm nhiệm vụ tương tự tại Bắc Đại Tây Dương từ căn cứ mới ở Hvalfjörður, Iceland. Sau khi Nhật Bản bất ngờ tấn công Trân Châu Cảng vào ngày 7 tháng 12, nó được điều động khẩn cấp trở lại vùng bờ Đông, rồi lên đường băng qua kênh đào Panama để đi đến San Francisco, California.

### Không kích Doolittle
Vào ngày 3 tháng 4 năm 1942, Gwin rời vịnh San Francisco trong thành phần hộ tống cho chiếc tàu sân bay Hornet (CV-8), vốn đã đưa 16 máy bay ném bom Lục quân B-25 Mitchell tham gia một cuộc ném bom Tokyo. Phó đô đốc William F. Halsey trên tàu sân bay Enterprise (CV-6) đã gặp gỡ lực lượng đặc nhiệm ngoài khơi Midway, và cuộc không kích dưới quyền chỉ huy của Trung tá Jimmy Doolittle được tung ra vào sáng ngày 18 tháng 4, ở khoảng cách 600 dặm (970 km) về phía Đông Tokyo. Lực lượng đặc nhiệm nhanh chóng rút lui về Trân Châu Cảng, rồi đi về phía Nam vào ngày 30 tháng 4 với hy vọng kịp trợ giúp cho các tàu sân bay Yorktown (CV-5) và Lexington (CV-2) trong Trận chiến biển Coral. Tuy nhiên, trận chiến kết thúc trước khi lực lượng đặc nhiệm đến nơi, và Gwin quay trở về Trân Châu Cảng vào ngày 21 tháng 5, được cho chuẩn bị khẩn trương để đối phó với quân Nhật sắp tới trong trận Midway.

### Trận Midway
Gwin khởi hành từ Trân Châu Cảng vào ngày 23 tháng 5 năm 1942 cùng với binh lính Thủy quân Lục chiến tăng cường cho Midway, và quay trở về cảng vào ngày 1 tháng 6. Hai ngày sau, nó lại vội vã lên đường tham gia lực lượng đặc nhiệm tàu sân bay nhanh truy lùng hạm đội Nhật Bản ở hướng tiếp cận Midway. Tuy nhiên trận chiến đã kết thúc khi chiếc tàu khu trục đi đến nơi vào ngày 5 tháng 6; bốn tàu sân bay hạm đội cùng một tàu tuần dương hạng nặng Nhật Bản đã bị đánh chìm cùng với khoảng 250 máy bay, và một tỉ lệ lớn những phi công tàu sân bay được huấn luyện tốt nhất và nhiều kinh nghiệm nhất của Nhật Bản. Đảo Midway được cứu và trở thành một căn cứ quan trọng cho các chiến dịch tại Tây Thái Bình Dương; đồng thời Hawaii cũng được cứu, căn cứ hậu cần quan trọng cho tất cả các chiến dịch tại Thái Bình Dương. Phía Hoa Kỳ cũng chịu tổn thất. Gwin đã gửi một đội cứu hộ sang trợ giúp những nỗ lực nhằm cứu Yorktown, bị hư hại nặng do trúng hai quả bom và hai quả ngư lôi trong trận Midway. Trong khi các nỗ lực được tiếp nối trong ngày 6 tháng 6, một tàu ngầm Nhật Bản đã phóng ngư lôi đánh trúng Yorktown và đánh chìm tàu khu trục Hammann (DD-412), vốn đang cặp bên chiếc tàu sân bay làm nhiệm vụ cứu hộ. Đội cứu hộ phải bỏ Yorktown và những người sống sót được vớt lên khỏi mặt nước. Chiếc tàu sân bay lật úp và đắm vào sáng ngày 7 tháng 6; Gwin đưa 102 người sống sót của hai con tàu quay trở về Trân Châu Cảng, đến nơi vào ngày 10 tháng 6.

### Chiến dịch Guadalcanal
Gwin khởi hành từ Trân Châu Cảng vào ngày 15 tháng 7 năm 1942 để hộ tống cho các tàu sân bay trong hoạt động tiếp theo: Chiến dịch Guadalcanal. Họ đã bắn phá các căn cứ, điểm tập trung quân và kho tiếp liệu trong khi lực lượng Thủy quân Lục chiến tấn công lên Guadalcanal thuộc quần đảo Solomon vào ngày 7 tháng 8. Trong những tháng tiếp theo sau, hộ tống các đoàn tàu vận chuyển binh lính tăng viện và tiếp liệu đến hòn đảo bị tranh chấp quyết liệt này. Tham gia một lực lượng đặc nhiệm tuần dương-khu trục, nó tuần tra "cái Khe", vùng biển thuộc eo biển New Georgia giữa các chuỗi đảo của quần đảo Solomon, nhằm ngăn chặn những đoàn tàu "Tốc hành Tokyo" đối phương đưa lực lượng tăng viện và tiếp liệu đến các cứ điểm của quân Nhật tại khu vực.
Vào ngày 13 tháng 11, Gwin và ba tàu khu trục khác hợp cùng các thiết giáp hạm South Dakota (BB-57) và Washington (BB-56) tuần tra để đánh chặn một lực lượng bắn phá-vận chuyển đối phương tìm cách tiếp cận Solomon. Sang đêm hôm sau, lực lượng này đụng độ với một lực lượng đối phương mạnh mẽ ngoài khơi đảo Savo: thiết giáp hạm Kirishima, bốn tàu tuần dương, 11 tàu khu trục và bốn tàu vận tải. Trận Hải chiến Guadalcanal diễn ra căng thẳng và quyết liệt; bản thân Gwin lọt vào trận đấu pháo tay đôi giữa tàu tuần dương hạng nhẹ Nagara cùng các tàu khu trục Ayanami và Uranami với bốn tàu khu trục Hoa Kỳ. Nó chịu đựng một phát đạn pháo trúng vào phòng động cơ, một quả khác trúng đuôi tàu trong khi ngư lôi đối phương vây bọc chung quanh. Nó tiếp tục nổ súng nhằm vào bất kỳ đối thủ nào trong tầm bắn. Chỉ một lúc sau cả ba chiếc tàu khu trục đồng đội đều bị loại khỏi vòng chiến: hai chiếc bị đánh chìm và Benham (DD-397) bị phá hủy mất một phần mũi tàu. Kết cuộc của trận chiến được quyết định ở một nơi khác: trong cuộc đấu pháo tay đôi, Washington đã tiêu diệt Kirishima khiến nó phải bị bỏ lại và đánh đắm, cũng như số phận của Ayanami. Các con tàu đã cứu Guadalcanal khỏi một cuộc bắn phá, trong một trận hải chiến được xem như mang tính bước ngoặt tại Solomon.
Gwin tìm cách hộ tống cho Benham bị mất mũi tàu rút lui về Espiritu Santo thuộcquần đảo New Hebrides. Nhưng khi mọi nỗ lực đều vô vọng, những người sống sót được chuyển sang Gwin khi xác tàu bị bỏ lại của Benham được nó đánh đắm bằng hải pháo. Những người sống sót được đưa lên bờ tại Nouméa, New Caledonia vào ngày 20 tháng 11, trong khi con tàu quay trở về Hawaii, rồi tiếp tục đi đến Xưởng hải quân Mare Island để sửa chữa, đến nơi vào ngày 19 tháng 12.

### Chiến dịch quần đảo Solomon
Sau khi được đại tu, Gwin quay trở lại khu vực Tây Nam Thái Bình Dương vào ngày 7 tháng 4 năm 1943 để hộ tống các đoàn tàu đưa lực lượng tăng viện và tiếp liệu đến khắp khu vực Solomon. Vào ngày 30 tháng 6, nó hoạt động cùng lực lượng đổ bộ tấn công lên New Georgia dưới quyền chỉ huy của Chuẩn đô đốc Richmond K. Turner; hỗ trợ cho cuộc đổ bộ chính lên bờ biển phía Bắc đảo Rendova vào ngày 30 tháng 6, cách Munda 5 mi (8,0 km) đối diện eo biển Blanche. Ngay sau đợt binh lính đầu tiên đổ bộ lên bãi Rendova, những khẩu pháo bờ biển tại đảo Munda đã nổ súng nhắm vào bốn tàu khu trục đang tuần tra trong eo biển Blanche. Gwin bị vây phủ bởi loạt đạn pháo thứ nhất; và chỉ giây lát sau một quả đạn pháo bắn trúng sàn tàu chính, làm thiệt mạng ba người, bị thương bảy người và làm hỏng động cơ phía sau. Khoảng nữa tá khẩu pháo đối phương bị buộc im lặng sau khi nó thả một làn pháo bảo vệ các tàu vận tải đang chất dỡ. Khi máy bay đối phương xuất hiện, hỏa lực phòng không của nó đã bắn rơi ba chiếc. Đảo nhanh chóng dưới quyền kiểm soát của Đồng Minh, phục vụ như một căn cứ xuồng phóng lôi quan trọng quấy phá tuyến đường tiếp liệu của quân Nhật, và là căn cứ không lực để hỗ trợ cho quần đảo Solomon.

#### Bị đánh chìm
Gwin hộ tống một lực lượng tăng viện từ Guadalcanal đến Rendova, rồi đi dọc theo "cái Khe" vào ngày 7 tháng 7 để cứu vớt 87 người sống sót từ tàu tuần dương Helena (CL-50), bị mất trong Trận chiến vịnh Kula. Nó sau đó gia nhập một lực lượng tuần dương-khu trục dưới quyền Chuẩn đô đốc Walden L. Ainsworth để đối đầu với một lực lượng "Tốc hành Tokyo" mạnh đang hướng đến quần đảo Solomon nhằm đổ bộ binh lính lên Vila. Trận Kolombangara diễn ra vào những giờ đầu tiên của ngày 13 tháng 7, khi tàu tuần dương hạng nhẹ Nhật Bản Jintsu nhanh chóng bị đánh chìm sau khi trúng hải pháo và ngư lôi. Tuy nhiên, bốn tàu khu trục Nhật đã chờ đợi cho đến giây phút đội hình của Ainsworth chuyển hướng để tung ra 31 quả ngư lôi nhắm vào đội hình Đồng Minh. Soái hạm của Ainsworth là Honolulu (CL-48), tàu tuần dương St. Louis (CL-49) cùng với Gwin đã cơ động nhằm xoay dàn pháo chính của họ vào đối thủ, nên đã lọt vào hướng đi của những quả ngư lôi Kiểu 93 "Long Lance" chết người.  Cả hai chiếc tàu tuần dương bị đánh trúng nhưng sống sót; Gwin bị một quả ngư lôi đánh trúng giữa tàu tại phòng động cơ và nổ tung. Tàu khu trục Ralph Talbot (DD-390) đã cứu vớt thủy thủ đoàn của nó sau khi những nỗ lực của đội kiểm soát hư hỏng thất bại, và con tàu bị đánh đắm ở tọa độ 7°41′N 157°27′Đ / 7,683°N 157,45°Đ. Hai sĩ quan cùng 59 thủy thủ đã tử trận cùng với chiếc tàu khu trục.

## Phần thưởng
Gwin được tặng thưởng năm Ngôi sao Chiến trận do thành tích phục vụ trong Thế Chiến II.